# 海濱匯

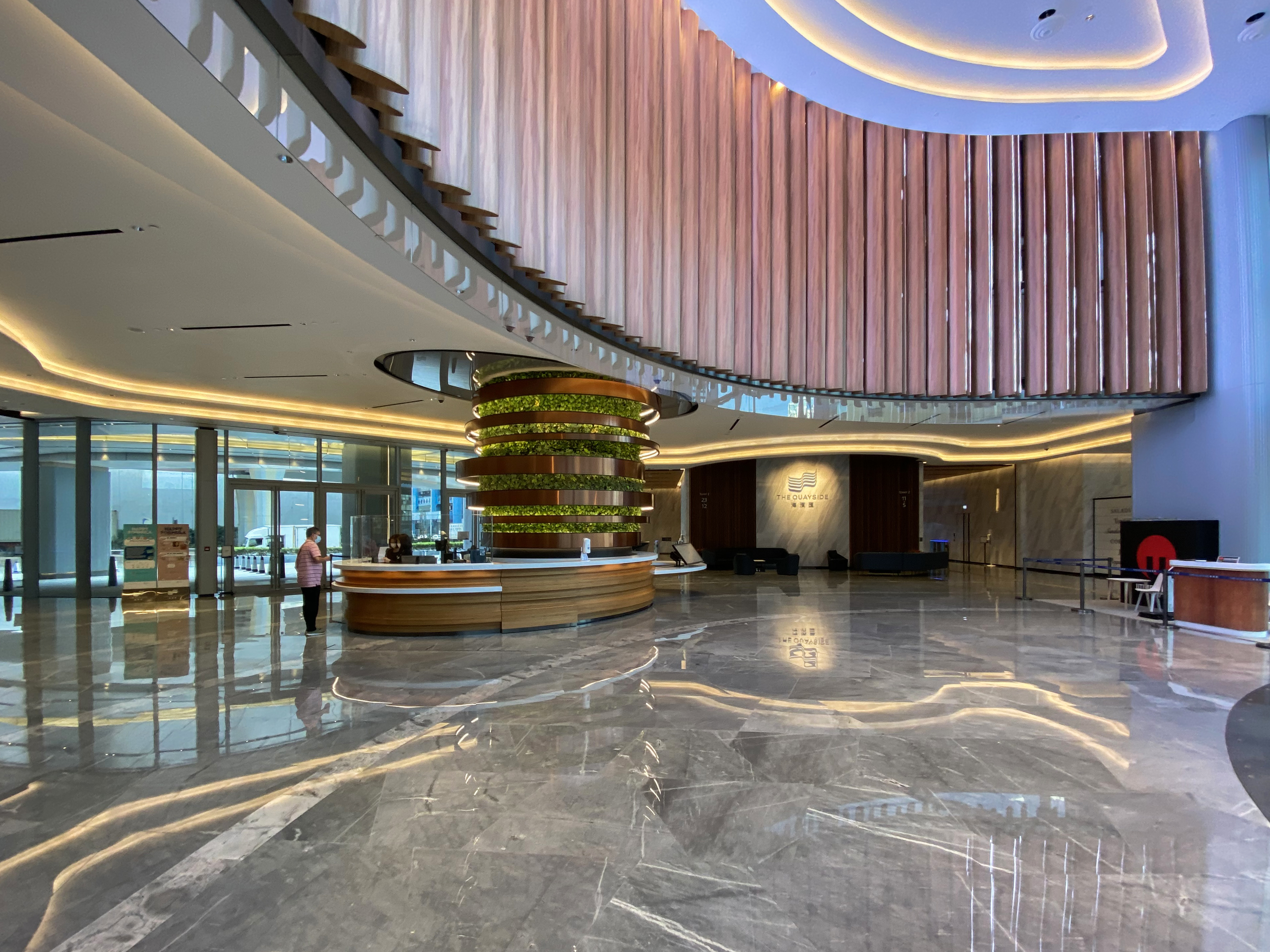
地下大堂

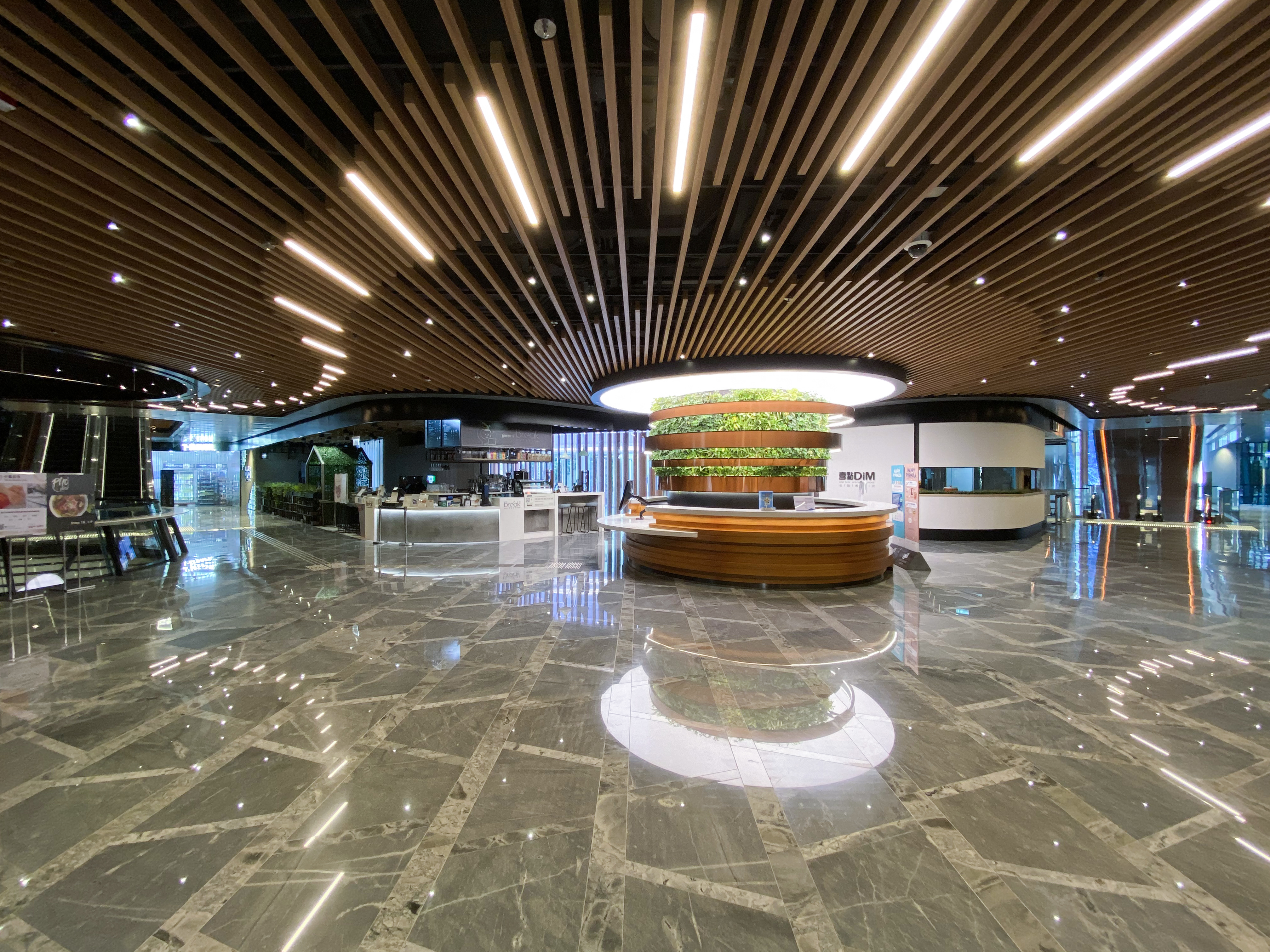
1樓商場

海濱匯（英語：The Quayside）是位於香港牛頭角海濱道77號的寫字樓，與One Bay East、香港綠景NEO大廈及宏利廣場同期興建，是前九龍灣工廠大廈舊址，由巴馬丹拿設計，金門建築承建，於2019年1月落成，8月入伙。大廈樓高23層，可租用面積逾90萬平方呎，
2015年1月，領匯（領展前身）聯同南豐集團聯營的Assets Guard Holdings Limited以58.6億港元投得位於鴻業街、偉業街、順業街與海濱道交界的新九龍內地段第6512號商業用地，創下九龍東商業地皮呎價新高。領匯佔項目60%股權，南豐佔餘下的40%，項目總投資額約100億港元。

## 結構
寫字樓部分樓高17層，每層樓面5.1萬方呎，可租用面積逾90萬平方呎。
1樓和2樓商場部份面積達85000平方呎，超過一半面積用作餐飲用途，其餘部份會租給健身中心，銀行和便利店。
而地庫3層停車場提供415個車位，並提供電動車充電插頭。
另外，3樓規劃為佔地2.4萬平方呎的平台綠化空間，並設發電緩跑徑及接駁發電功能的健身單車，每步的動能轉化為電能，公眾人士也可使用。
海濱匯未完工已獲得領先能源與環境設計（LEED）的鉑金前期認證、香港綠色建築議會綠建環評（HK BEAM Plus）的暫定鉑金級認證、健康建築標準的金級前期認證，以及環保建築大獎2016之「新建建築類別：興建及/或設計中項目－商業建築」優異獎等重要環保相關殊榮。  

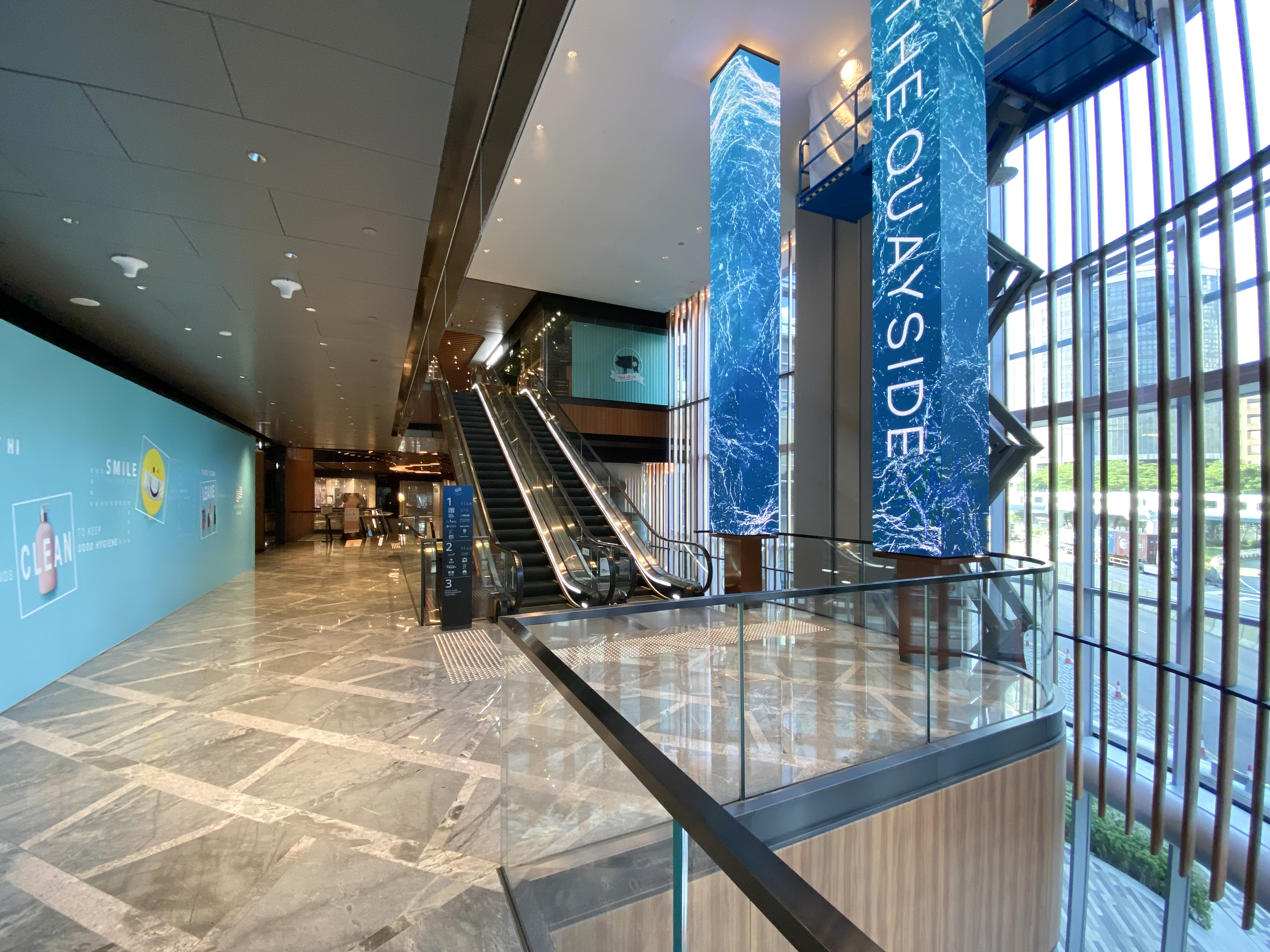
商場中庭
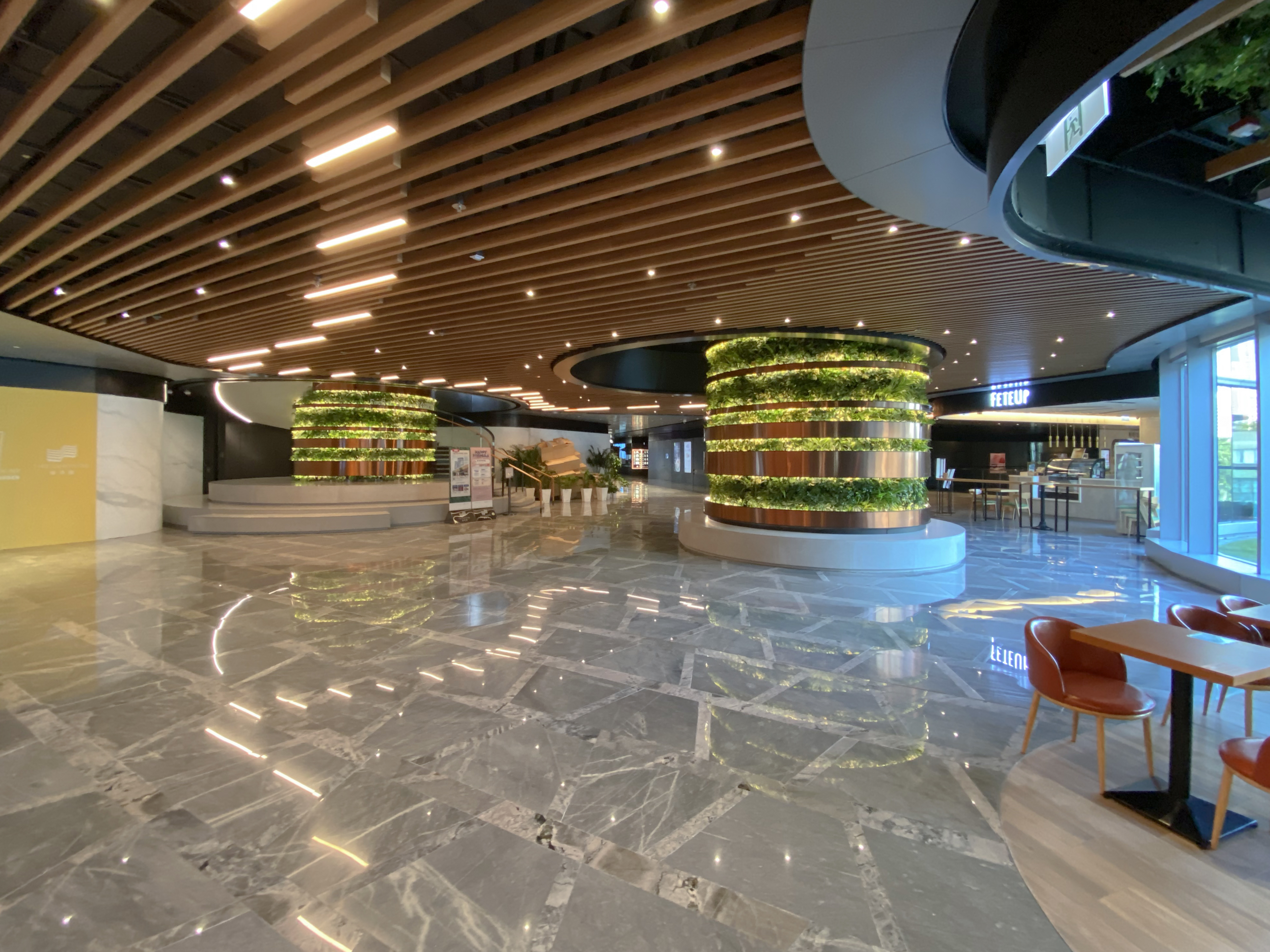
商場2樓
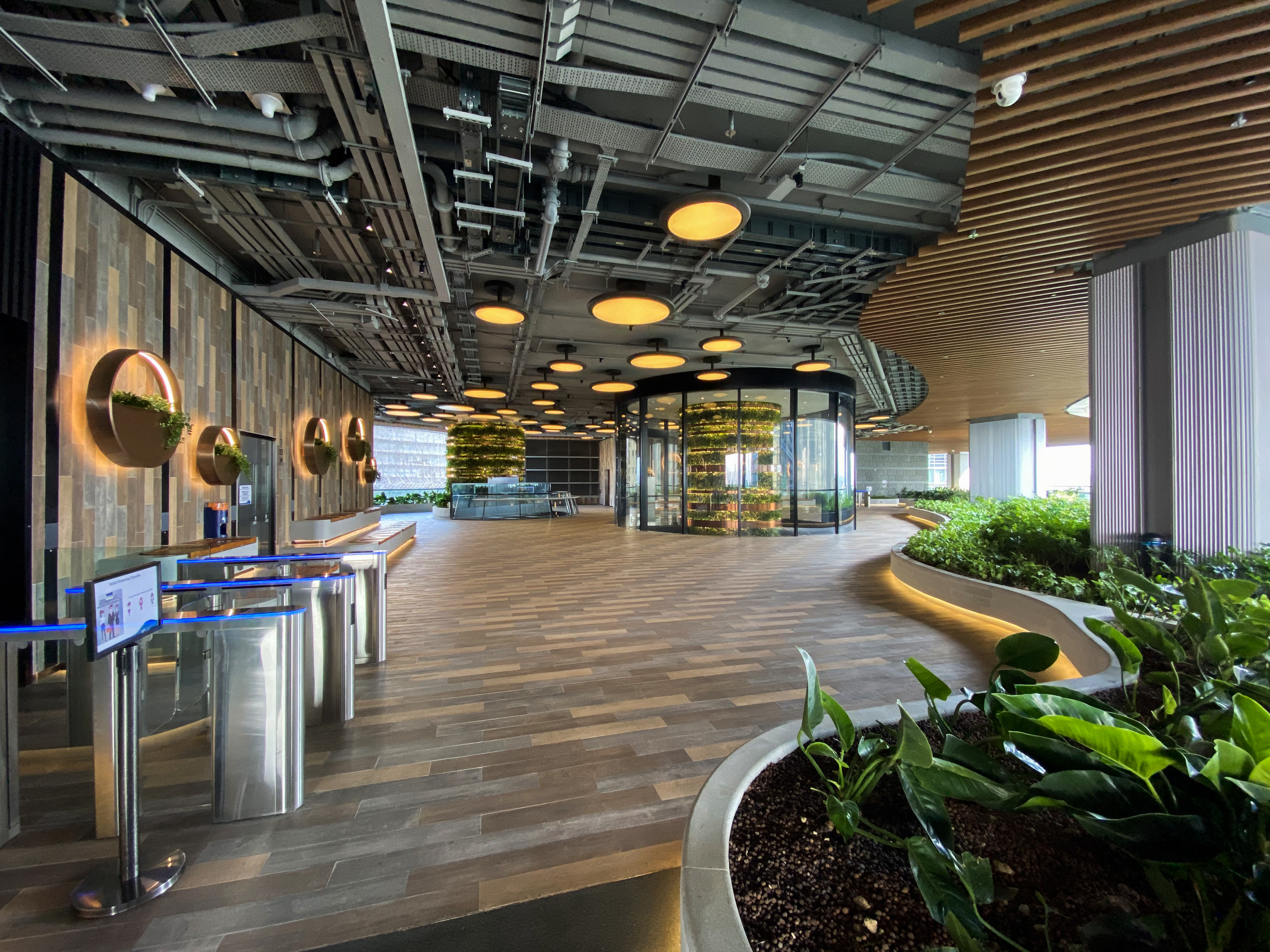
3樓平台綠化空間佔地2.4萬平方呎
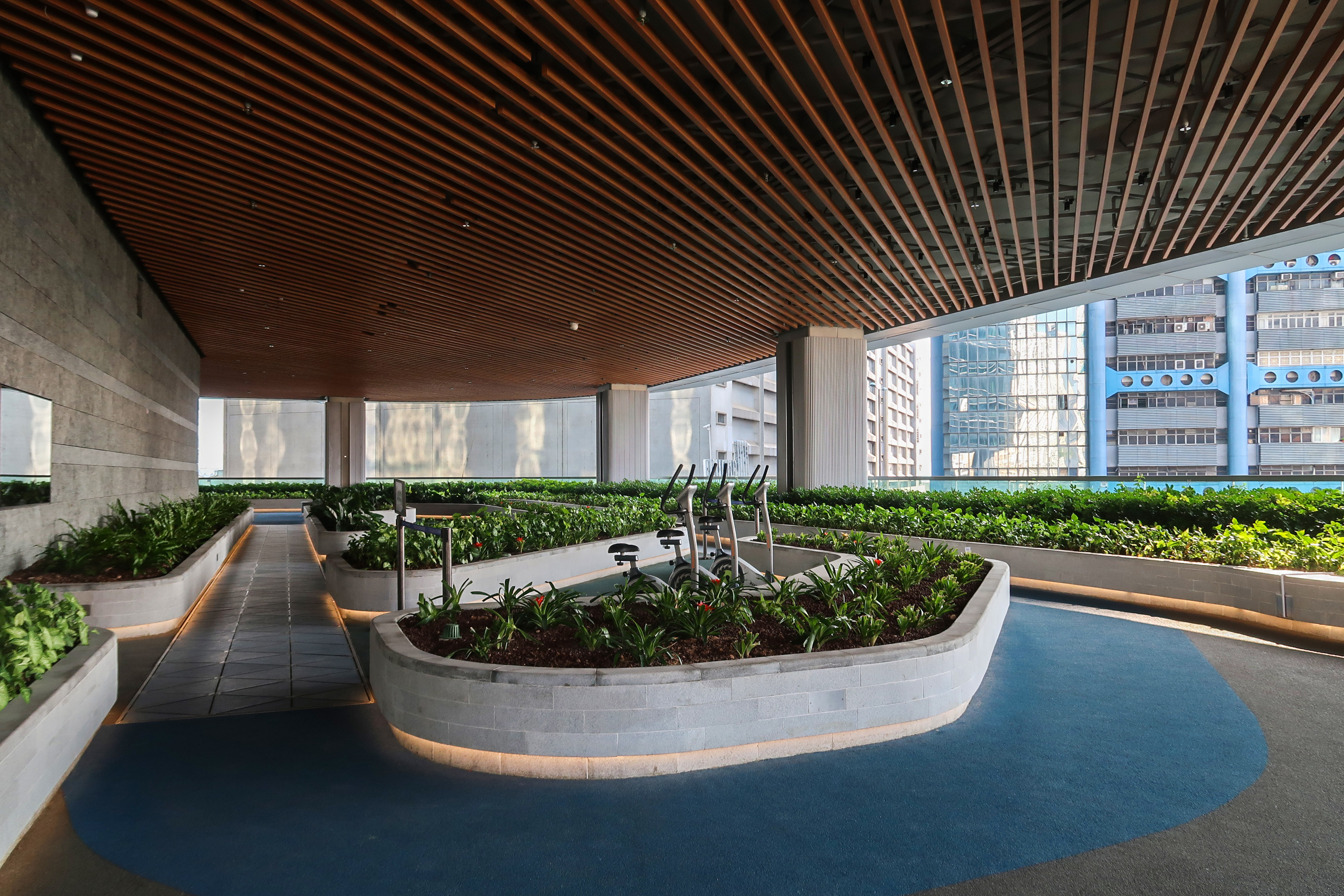
3樓發電緩跑徑，中央設設接駁發電功能的健身單車
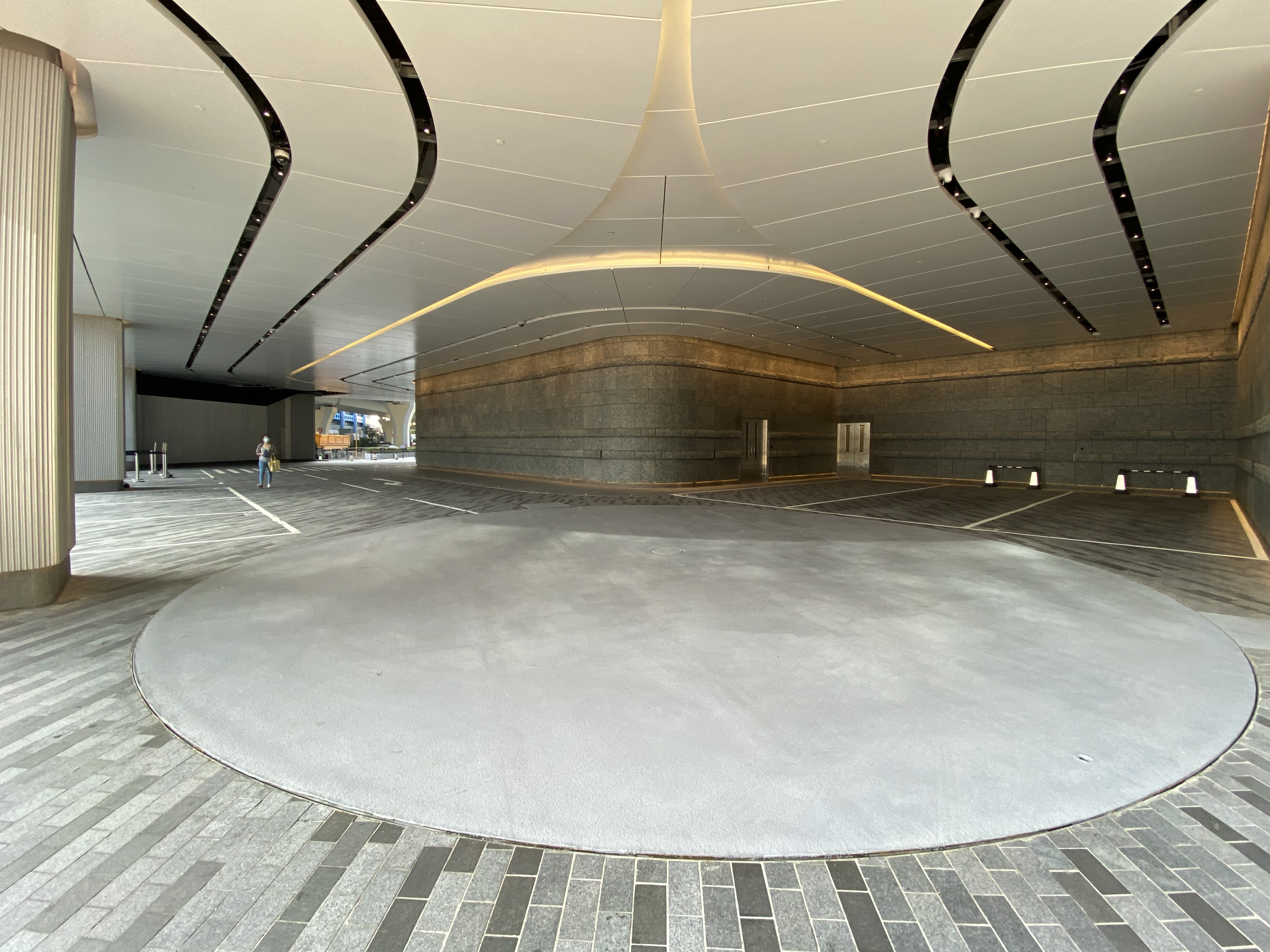
上落客區

## 租戶
2016年11月，摩根大通落實租用海濱匯12樓、15樓、16樓、17樓全層，以及18樓半層樓面合共22.5萬平方呎樓面作中後勤及部分前台部門遷入。摩根大通會把沙田、旺角及港島區部分員工遷入。市場估計有關月租大約675萬元。到2018年8月，辦公室近半數樓面已獲預租，另有數間金融機構及跨國企業已洽租至最後階段。
2020年2月，Adidas租用海濱匯10樓全層，及9樓部分樓面，總面積約7.2萬平方呎，成交呎租約30元。宏利亦租用海濱匯11樓全層。
2021年2月，IWG集團（International Workplace Group）雷格斯 租用海濱匯1座及2座5樓全層共5萬方呎樓面，以旗下共享辦公室品牌 Signature 營運全港第三家Signature中心。
5樓由雷格斯租用。20及21樓為領展總部。
1座及2座22樓全層為金門建築總部。
下列為海濱匯部分租戶樓層分佈：

### 第一座
- 22樓：金門建築
- 20樓-21樓：領展房地產投資信託基金
- 12樓、15樓-18樓及23樓：摩根大通
- 11樓及19樓：香港寬頻、香港寬頻企業方案
- 10樓：adidas Sourcing
- 9樓：adidas Hong Kong
- 8樓：新傳企劃
- 7樓：保柏香港，保柏亞洲，保柏環球，卓健醫療（701-702及704室）、迪虎實業（Moody Tiger）（703室）
- 6樓：保柏香港，保柏亞洲，保柏環球，卓健醫療
- 5樓：雷格斯

### 第二座
- 23樓：怡斯萊有限公司（2302-2303室）
- 22樓：金門建築
- 20樓-21樓：領展房地產投資信託基金
- 12樓、15樓-18樓：摩根大通
- 11樓及19樓：香港寬頻、香港寬頻企業方案
- 10樓：adidas Sourcing（1001-1003室）、鄉村電話有限公司（1004A室）
- 9樓：聖伯利家悅（901-902及904室）、Centric Brands International（903室）
- 8樓：域塔物流科技集團（Reitar LogTech Group）（801室）、新傳企劃（802-803室）
- 7樓：保柏香港，保柏亞洲，保柏環球，卓健醫療（701B及702-704室）
- 6樓：保柏香港，保柏亞洲，保柏環球，卓健醫療
- 5樓：雷格斯

## 興建圖像

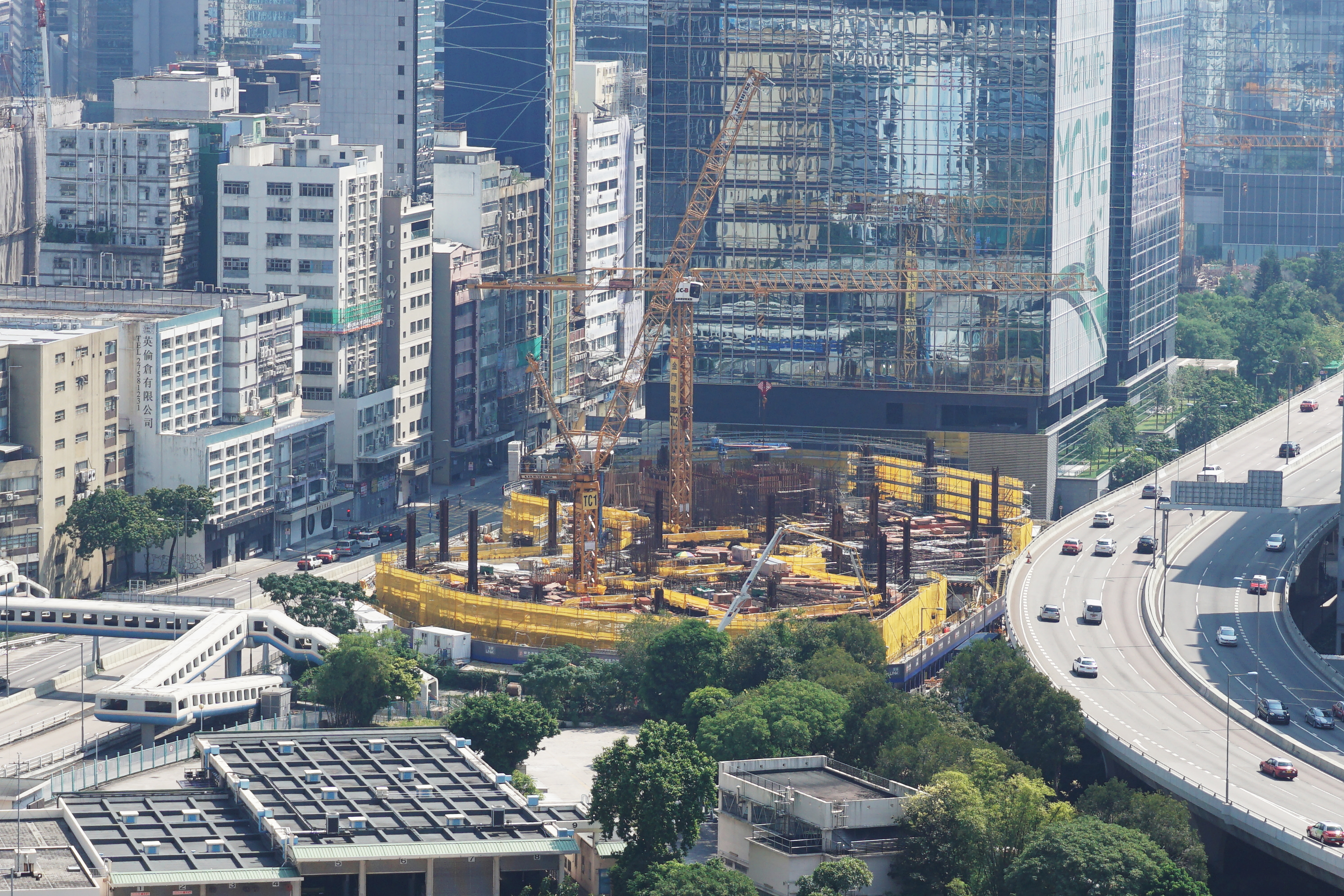
2017年10月
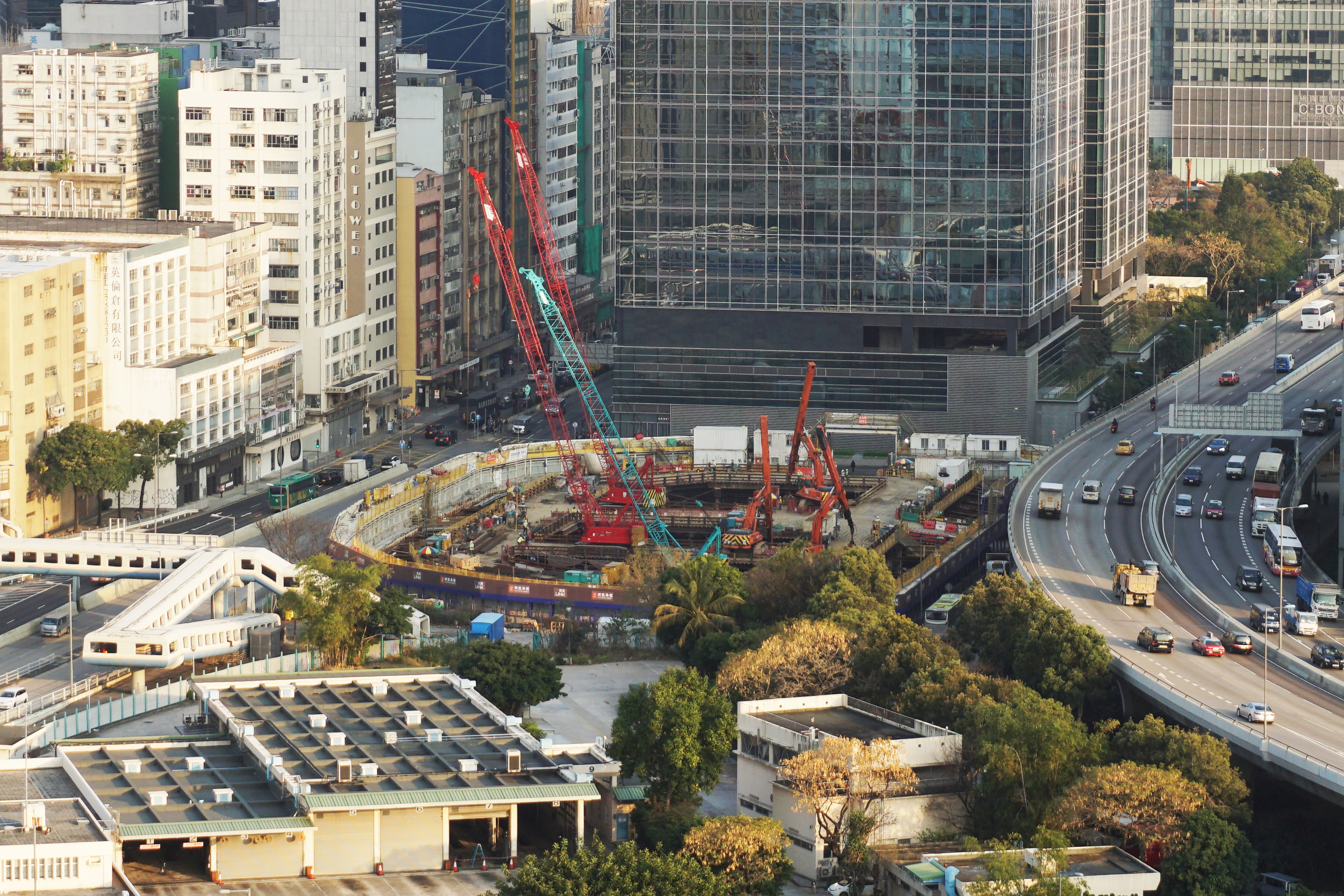
2017年3月
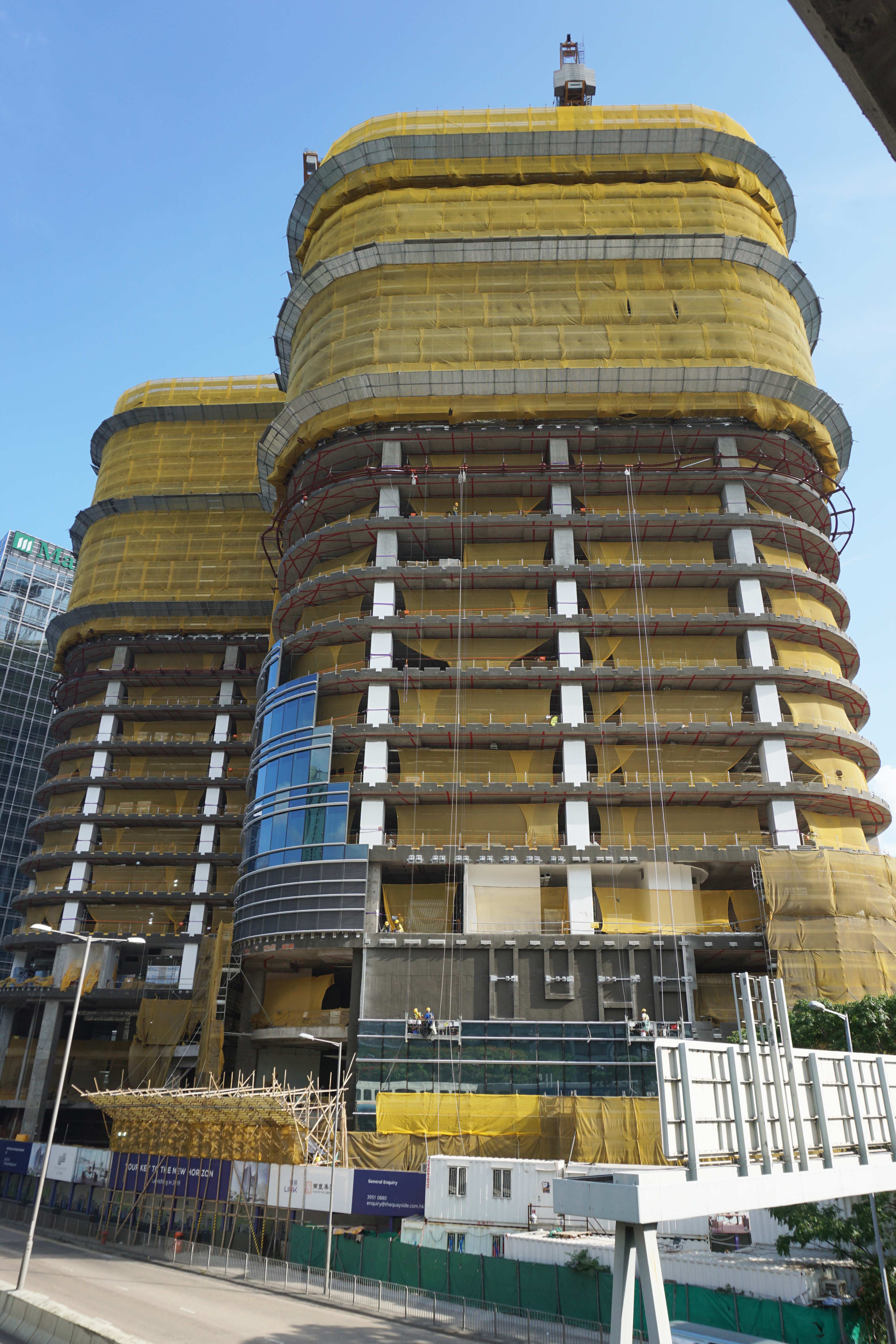
2018年5月

## 附近建築
海濱匯毗鄰One Bay East（花旗大樓及宏利大樓）、啓匯、香港綠景NEO大廈及宏利廣場。從海濱匯步行至港鐵牛頭角站約需10分鐘。
- One Bay East（花旗大樓及宏利大樓）
- 啓匯
- 香港綠景NEO大廈
- 宏利廣場
- 港鐵牛頭角站

## 外部連結
- 海濱匯 （页面存档备份，存于）